# Provincia de Rayong
Rayong (en tailandés: ระยอง) es una de las provincias de Tailandia que limita, en el sentido de las agujas del reloj, con las provincias de Chon Buri y Chantaburi. Al sur se encuentra con el golfo de Tailandia.

## Geografía
A pesar de que el norte es montañoso, se compone principalmente de llanuras costeras bajas. Varias islas en el Golfo de Tailandia pertenecen administrativamente a la provincia, incluidos los destinos turísticos de Ko Samet, Ko Ko y Mun Kodi.

## Historia
La población local todavía recuerda que el Rey Taksin llegó a Rayong después de la caída de Ayutthaya. Durante una corta estancia en Rayong construyó una flota, y luego pasó a Chantaburi para armarse y luchar contra los birmanos. Hay un santuario en Rayong, donde la población local ofrece sus respetos a Taksin.

## Símbolos
El emblema de la provincia muestra la isla de Ko Samet. El árbol provincial es un laurel, el  Calophyllum inophyllum.

## División administrativa
La provincia se divide en 8 distritos (Amphoe) que a su vez se dividen en 58 comunas  (tambon) y 388 aldeas (muban).
| 1. Mueang Rayong 2. Ban Chang 3. Klaeng 4. Wang Chan | 1. Ban Khai 2. Pluak Daeng 3. Khao Chamao 4. Nikhom Phatthana |